# Pasitea (astronomia)
Pasitea, (dal greco Πασιθέη), o Giove XXXVIII, è un satellite naturale irregolare del pianeta Giove.

## Scoperta
L'annuncio della scoperta del satellite è stato dato nel dicembre 2001 da una squadra di astronomi dell'Università delle Hawaii guidata da Scott S. Sheppard. Al momento della scoperta gli fu assegnata la designazione provvisoria S/2001 J 6.

## Denominazione
Nel 2003 l'Unione Astronomica Internazionale (IAU) gli ha assegnato il nome ufficiale che fa riferimento a Pasitea, che nella mitologia greca, è una delle Grazie, sposa di Ipno e che per questo presiede alle allucinazioni; alcuni autori ne attribuiscono la paternità a Zeus. Secondo altri autori è da identificare con Aglaia, la prima delle Grazie, andata in sposa a Ipno (il Sonno) e per questo presiede alle allucinazioni.

## Parametri orbitali
Pasitea ha un diametro di 2 km e orbita attorno a Giove in 711,12 giorni ad una distanza media di 23,307 milioni di km, con un'inclinazione di 165,1° rispetto all'eclittica (164° rispetto all'equatore di Giove), in moto retrogrado, con un'eccentricità di 0,267.
Pasitea è caratterizzata da un movimento retrogrado ed appartiene al gruppo di Carme, composto da satelliti retrogradi ed irregolari che orbitano attorno a Giove ad una distanza compresa fra 23 e 24 milioni di chilometri, con una inclinazione orbitale pari a circa 165°.

## Caratteristiche fisiche
Pasitea ha una densità stimata in 2,6 g/cm³. Probabilmente è composto principalmente da roccia silicea. La sua superficie è molto scura con un'albedo di 0,04, cioè cioè viene riflesso solo il 4% della luce solare incidente. La sua magnitudine apparente è di 23,2.